# Elecciones estatales de Berlín Occidental de 1981
Las Elecciones estatales de Berlín Occidental de 1981 se llevaron a cabo de manera temprana el 10 de mayo de 1981, veintiséis meses después de la elección anterior.
El hasta entonces alcalde Dietrich Stobbe (SPD) había dimitido el 15 de enero de 1981.  Su sucesor fue el ministro de Justicia Federal, Hans-Jochen Vogel, quien anunció después de su elección, querer llevar a cabo elecciones lo más pronto posible. 
La CDU postuló a Richard von Weizsäcker, siendo el partido más votado con el 48,0% (+ 3,6 puntos porcentuales), su mejor resultado hasta la fecha en Berlín. El SPD cayó al 38,3% (-4,4 puntos porcentuales), el FDP al 5,6% (-2,5 puntos porcentuales). Fue representada por primera vez en el Parlamento la Lista Alternativa (AL, nombre usado por Los Verdes en Berlín) con el 7,2% de los votos. La coalición SPD-FDP, que Jochen Vogel esperaba formar, no se hizo posible, al no ganar esta una mayoría. La CDU tampoco obtuvo mayoría absoluta, por lo que se vio obligada a formar un gobierno en minoría. Teniendo en cuenta que se encontraba en el gobierno con el SPD a nivel federal bajo el canciller Helmut Schmidt, el FDP se negó a entrar en una coalición con la CDU.
Von Weizsäcker luego formó una minoría en el Senado. Fue elegido el 11 de junio de 1981, como nuevo alcalde.
Después del cambio de gobierno en el ámbito federal y la elección de Helmut Kohl como canciller, el FDP se unió en marzo de 1983 al gobierno de Von Weizsäcker, construyendo una mayoría absoluta.

## Resultados
| Resultados     | Resultados     | Resultados | Resultados | Resultados |
| -------------- | -------------- | ---------- | ---------- | ---------- |
| Hab. inscritos | Hab. inscritos | 1.514.642  |            | Escaños    |
| Votantes       | Votantes       | 1.291.842  | 85,3 %     |            |
|                | CDU            | 605.265    | 48,0 %     | 65         |
|                | SPD            | 483.778    | 38,3 %     | 51         |
|                | AL             | 90.653     | 7,2 %      | 9          |
|                | FDP            | 70.529     | 5,6 %      | 7          |
|                | SEW            | 8.176      | 0,6 %      | —          |
|                | GLB            | 3.765      | 0,3 %      | —          |
| Total          | Total          |            | 100,0 %    | 132        |